# Bleach (음반)
《Bleach》는 미국의 얼터너티브 록 밴드 너바나가 독립 레코드 레이블 서브 팝을 통하여 1989년 6월 15일 발표한 데뷔 정규 음반이다. 주요 레코딩 세션은 1988년 12월부터 1989년 1월까지 워싱턴주 시애틀의 레시프로컬 레코딩에서 열렸다. 너바나의 작곡가 커트 코베인은 《Bleach》의 음악을 자신의 레코드 레이블과 시에틀 음악 씬과 일치하도록 제작하는데 압박감을 느꼈으며, 이를 반영하듯 음반은 상당히 부정적이고 암울한 내용으로 채워져 있다. 코베인은 대부분의 가사를 "성질나는(pissed off)" 녹음 하룻밤 전에 썼고 아울러 높이 평가하지 않았다.
음반의 녹음에는 제이슨 에버맨의 지원이 있었고, 그는 기타리스트로 이름이 올랐지만 단 한 곡에도 참여하지 않았다. 《Bleach》는 평론가로부터 호평을 받았지만 초판의 출시 당시에는 미국 차트에 진입하는데 실패했다. 이 앨범은 너바나의 두 번째 앨범 《Nevermind》 (1991)의 성공 이후 1992년 게펀 레코드에 의해 국제적으로 재판되었다. 재판본은 빌보드 200에서 89위에, 영국 음반 차트에서 33위에, 호주 음반 차트에서 34위까지 올랐다. 2009년 서브 팝은 《Bleach》의 20주년 기념 에디션을 발표, 1990년부터 오리건주 포틀랜드에서 열린 너바나 공연의 음원을 추가로 수록했다. 1989년 출시된 이래로 《Bleach》는 미국에서만 190만 장, 전 세계에서 400만 장을 팔았고, 현재까지 서브 팝의 가장 많이 팔린 음반으로 기록되어 있다.

## 녹음
데뷔 싱글 〈Love Buzz〉을 서브 팝을 통해 1988년 11월 발표한 너바나는, 서브 팝이 원한 것은 EP 뿐이었는데에도 불구하고, 이삼주 동안 정규 음반의 곡을 녹음하기 위한 준비 절차를 밟기 시작했다. 《Bleach》의 주된 세션이 이뤄진 곳은 시에틀에 위치하며 프로듀서 잭 엔디노가 둥지를 튼 레시프로컬 레코딩이었다. 너바나는 1988년 12월 24일 5시간의 세션으로 녹음을 개시한다. 밴드는 12월 29일에서 31일까지, 그리고 1월 14일과 24일에 녹음을 다시한다.
음반에 있는 〈Floyd the Barber〉, 〈Paper Cuts〉, 〈Downer〉의 세 곡은 1988년 레시프로컬 레코딩에서의 세션 이전에 녹음한 것으로 드럼에는 데일 크로버가 참여했다. 새로운 드러머 채드 채닝과 재녹음하려고 했지만, 결국 크로버가 녹음한 버전을 《Bleach》의 최종본에 리믹스하기로 결정내렸다. 엔디노의 말에 의하면, 〈Big Long Now〉는 커트 코베인이 "《Bleach》에는 느리고 중후한 곡이 충분이 담겨있었고, 그는 이 곡을 발표하고 싶지 않아 했기" 때문에 수록되지 않았다. 음반은 편집과 시퀀싱이 끝났으나 서브 팝의 간부 브루스 페빗이 완전히 재시퀸싱할 것을 요청했다. 음반의 발표는 서브 팝에서 필요한 자금이 충분히 모아질 때까지 수달간 미루어졌다.
엔디노는 밴드에게 30시간의 녹음 비용으로 606.17달러를 청구했다. 너바나의 데모를 데일 크로버와 들어 좋은 인상을 받은 제이슨 에버맨이 그들에게 자금줄이 되어주었고, 그는 그룹에 들어와 잠시 두 번째 기타 주자로 활동하였다. 에버맨은 음반에 있는 수록곡에서 연주나 보컬로 일절 참여하지 않았지만, 슬리브에 기타 연주자로 이름이 올라와 있으며 표지에 기타 주자로 함께 찍혀 있다. 베이스 주자 크리스 노보셀릭은 "우리는 그가 밴드에 있으면서 편안함을 느끼기를 원했다"고 설명했다.

## 음악
코베인의 말에 의하면, 《Bleach》의 음악은 서브 팝이 강력히 지지하는 그런지 장르와 일치한다. "거기엔 서브 팝과 로큰롤을 연주하는 그런지 장르에 대한 압박감이 존재한다"고 했으며, "벗겨낼 수 없을 때까지 벗겨내었고, 에어로스미스와 같은 사운드로 만들었다"고 말했다. 코베인은 팬층이 가지고 있는 그런지 사운에 대한 기대에 부합하기를 원했으며, 이런 이유로 그의 예술, 팝적인 작곡가로서의 특성은 음반의 제작 당시 억압된 상태였다. 크리스 노보셀릭은 2001년 《롤링 스톤》 인터뷰에서 밴드가 투어 도중 한 쪽엔 스미더린스가, 다른 한 쪽엔 익스트림 메탈 밴드 켈틱 프로스트가 녹음된 테이프를 들었다면서, 이 둘의 조합이 혁혁히 영향을 주었을 수도 있다고 말했다. 코베인은 곡의 구조에 대해 "1차원"이며, "행복의 세련되고 점잖은 면"을 추구했다고 말했다.
크리스토퍼 샌드포드는 《Bleach》의 여러 곡에 대해 이렇게 기술한다. "〈Paper Cuts〉은 포크에 영향받은 선율과 초기 레드 제플린의 넘버에 있는 육중한 리듬이 있다. 〈Mr. Moustache〉는 너바나의 남성 팬에게 웅변하는 곡이다. 〈Downer〉는 그룹의 관중에게 보내는 극도의 경멸을 전달한다." 샌드포드는 단 네 개의 가사만 존재하는 〈School〉에 대해 "served as the rip"라는 코러스로 인해 기억에 남으며, 〈Scoff〉는 코베인의 부모의 결별에 대한 위안책이며, 〈Negative Creep〉은 코베인 자신을 향해 쓴 것이라고 적었다. 샌드포드에 따르면, 〈About a Girl〉에는 "종소리 선율과 역설적인 코러스"가 있다고 한다. 《사운즈》지에서 키스 카메론은 곡에 대해 "대단히 흥겹고 음악의 본질이라고 할 수 있는 즐거움이 있다. 하지만, 여기에는 거의 감지할 수 있을 만한 위험이 도사리고 있다. 이들은 단 몇 초만에 산산조각이 날 수 있다. 이것은 첫 음부터 마지막까지 단 한 번도 긴장을 놓는 법이 없다."고 썼다. 척 크리사풀리는 자신의 저서 《Nirvana: The Stories Behind Every Song》에 노래에 대해 "아주 특정한 기원과 대단히 실질적인 주제를 가진 노래들로 이는 코베인의 캐논으로서 돋보이고 있다."고 썼다.
1993년, 《스핀》에서 코베인은 《Bleach》에 대해 자신이 "가사의 의미에 대해 좆도 신경 안 쓴다"면서 가사의 8할은 녹음하기 전날 밤에 쓴 것이라고 말했다. 그는 녹음 스튜디오에 운전하고 가면서도 종종 가사 작업을 하고는 했다. 그는 "마치 오줌을 싸갈긴 것 같다. 당최 무슨 의미인지도 모르겠다. 그냥 부정적인 가사를 목놓아 불렀다. 성차별자가 아니고 또 너무 당황하지만 않는다면 괜찮게 들릴 거다. 그 가사 중 어느 것도 나를 향해있지 않았다."고 주장했다. 하지만, 너바나의 전기 작가 마이클 아제라드는 음반의 대다수 곡들은 코베인과 그의 숱한 사건들을 반영하고 있다고 썼다. 그는 〈Mr. Moustache〉이 코베인의 마초 문화에 가지는 혐오를 다루며, 〈School〉은 시에틀 음악 씬, 그것도 특히 서브 법을 향한 비평이었다고 썼다.

## 발표와 홍보
음반의 커버는 코베인의 당시 애인 트레이시 마랜더가 워싱턴주 올림피아에 위치한 레코 뮤즈 아트 갤러리에서의 콘서트 도중 모습을 찍은 것이다. 음반의 발표 뒤 케이마트에서 밴드의 홍보를 위해 옷과 음반을 유통했다. 1989년 2월 25일, 너바나는 워싱턴 대학을 포함한 서부 해안에서 공연을 했다. 그룹은 이어 1989년 10월 30일 뉴캐슬어폰타인에 위치한 음악 공연장 리버사이드에서 첫 유럽 투어를 진행, 1989년 12월 3일에는 대성공한 콘서트를 런던 아스토리아에서 성사시킨다. 1990년 4월 1일에는 첫 메이저 미국 투어를 개시한다. 이 시기 투어에서 채드 채닝이 데일 크로버로 교체되었다. 제이슨은 《Bleach》 프로모션 투어를 포함해 5개월간 너바나 멤버로 활동하지만 그가 그 이상 너바나에 머물 수 없음을 크리스와 커트는 뉴욕에서 합의 보았다고 한다. 서브 팝은 안정적인 판매고를 올린 《Bleach》를 다른 음반과 다름없이 홍보하지 않았다. 코베인은 레이블이 홍보와 배급에 소극적이라는 소식에 언짢아했다.

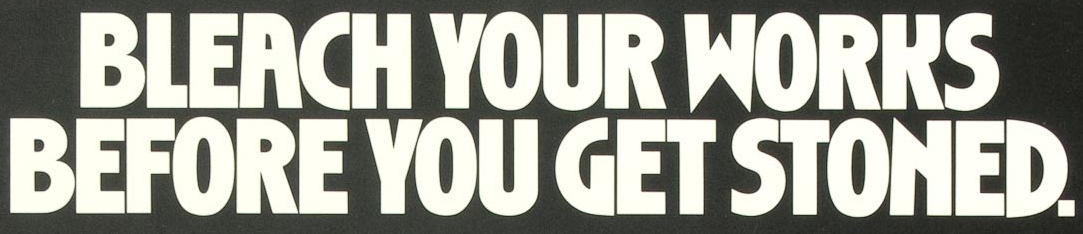
1980년대 미국의 에이즈 예방 포스터에 붙어있던 문구

음반의 작업 제목은 《Too Many Humans》이었지만, 코베인이 투어 중 들른 샌프란시스코에 붙어있던 한 에이즈 예방 포스터에 영감을 받아 《Bleach》로 바뀌었다. 포스터는 "Bleach Your Works"라는 슬로건을 내세워 헤로인 중독자는 사용하기 전 바늘을 표백해야 한다고 충고한다. 호주에서 《Bleach》는 워터프론트 레코드르 통해 발표되었고, 다양한 컬러 커버와 컬러 비닐이 1992년 당시 재발표되었다. 1992년 4월 너바나의 두 번째 음반 《Nevermind》의 성공 뒤로 서브 팝은 두 개의 추가곡을 담은 《Bleach》의 리마스터 버전 LP, CD, 카세트를 출시했다. 전 세계에서 배급하는 일은 게펜 레코드가 맡게 되었다. CD 버전은 카드보드 폴드아웃 케이스 형식으로 포장되었고, 1987–1990년 밴드의 이미지가 포함된 추가 부클릿 파일이 들어 있다. 2009년 11월 3일, 음반의 20주년을 기념하여 서브 팝은 2009년 3월 조지 마리노에 의해 마스터링 된 오리지널 테이프와 1990년 오리건 포틀랜드의 파인 스트리트 시어터의 공연 음원을 추가로 수록한 디럭스를 재출시했다.

## 반응
| 전문가 평가                  | 전문가 평가 |
| 평가 점수                    | 평가 점수   |
| 출처                         | 점수        |
| ---------------------------- | ----------- |
| 올뮤직                       | [ 30 ]      |
| 《블렌더》                   | [ 31 ]      |
| 《NME》                      | 8/10        |
| 《더 롤링 스톤 앨범 가이드》 | [ 33 ]      |
| 《셀렉트》                   | 4/5         |

《Bleach》는 출시 당시 판매 성적이 그리 좋지 않았지만, 평론가의 평가는 당시에도 호의적이었다. About.com의 앤소니 캐류는 음반에 대해 "90년대 전체를 정의내렸다"면서 5점 만점에 4점을 수여했다. 올뮤직의 스테판 토마스 얼윈은 음반에 5점 만점에 3개 반의 점수를 매기면서, "커트 코베인은 자신의 상당한 곡에 표식을 새겨넣었다. 특히 마이너 키 발라드 〈About a Girl〉와 빽빽한 분노가 들끓는 〈Blew〉가 그렇다."고 했다. 그는 이어 "자신들의 잠재력을 뽐내이기 위한 데뷔작이지만, 성공하지는 못했다."고 썼다. 《NME》의 에드윈 폰시는 "서브 팝이 어느 정도 관리하며 발굴한 웅장하고, 가장 멋진 사운드다. 원시적인 사운드로 레이블의 동료 머드허니의 사운드를 제네시스처럼 만들어 놓은 너바나는, 자기 식으로 볼륨을 올리고 뱉어내고 할퀴어 쓰레기더미 음악의 최정상에 올랐다."며 10점 만점에 8점을 매겼다. 《롤링 스톤》지는 《Bleach》가 "대학 라디오와 언더그라운드/다이계에서 준수한 히트를 기록했다"고 썼다.
《Nevermind》의 발표 전까지 《Bleach》는 북미에서 40,000장이 팔려나갔다. 1992년 재출시 때 음반은 더 성공적인 차트 성적을 거두어, 빌보드 200 89위, 영국 음반 차트 33위, 오스트레일리아 음반 산업 협회 차트 24위, 핀란드 차트 22위까지 오르게 된다. 1994년 커트 코베인의 죽음 이후로 인기가 다시금 높아져, 그의 죽음 일주일 뒤 집계된 탑 팝 카탈로그 차트에 진입되어 6위까지 올랐으며, 5월 7일에는 정상에 올랐다. 2009년 디럭스 에디션이 카탈로그 앨범 차트에 7위까지 올랐다 《Bleach》는 미국 음반 산업 협회에 의해 1995년 2월 플래티넘 인증을 받았고, 미국에서 총 190만 장을 팔아치웠다. 캐나다 음반 산업 협회에서는 골드 인증을 받았다. 이 음반은 지금까지 서브 팝이 발표한 것 중 가장 많이 팔린 음반이다.

## 곡 목록
특별한 기재 사항이 없는 한 모든 곡은 커트 코베인 작사·작곡이다.
| #   | 제목                                                                                        | 작사·작곡               | 재생 시간 |
| --- | ------------------------------------------------------------------------------------------- | ----------------------- | --------- |
| 1.  | 〈〈Blew〉〉                                                                                |                         | 2:55      |
| 2.  | 〈〈Floyd the Barber〉〉                                                                    |                         | 2:18      |
| 3.  | 〈〈About a Girl〉〉                                                                        |                         | 2:48      |
| 4.  | 〈〈School〉〉                                                                              |                         | 2:42      |
| 5.  | 〈〈Love Buzz〉〉 (〈Shocking Blue〉의 커버곡으로 1989년 영국판에서는 미수록)               | 〈Robbie van Leeuwen〉  | 3:35      |
| 6.  | 〈〈Paper Cuts〉〉                                                                          |                         | 4:06      |
| 7.  | 〈〈Negative Creep〉〉                                                                      |                         | 2:56      |
| 8.  | 〈〈Scoff〉〉                                                                               |                         | 4:10      |
| 9.  | 〈〈Swap Meet〉〉                                                                           |                         | 3:03      |
| 10. | 〈〈Mr. Moustache〉〉                                                                       |                         | 3:24      |
| 11. | 〈〈Sifting〉〉                                                                             |                         | 5:22      |
| 12. | 〈〈Big Cheese〉〉 (CD와 차후의 카세트 한정 보너스트랙, 당초 〈Love Buzz〉의 B면에 있던 곡) | 코베인, 크리스 노보셀릭 | 3:42      |
| 13. | 〈〈Downer〉〉 (1992년 재출시 때 추가된 CD 한정의 보너스 트랙)                              |                         | 1:43      |

| #   | 제목                                          | 작사·작곡                | 재생 시간 |
| --- | --------------------------------------------- | ------------------------ | --------- |
| 14. | 〈〈Intro〉〉                                 |                          | 0:53      |
| 15. | 〈〈School〉〉                                |                          | 2:36      |
| 16. | 〈〈Floyd the Barber〉〉                      |                          | 2:17      |
| 17. | 〈〈Dive〉〉                                  | 코베인, 노보셀릭         | 3:42      |
| 18. | 〈〈Love Buzz〉〉                             | 반 리우엔                | 2:58      |
| 19. | 〈〈Spank Thru〉〉                            |                          | 2:59      |
| 20. | 〈〈Molly's Lips〉〉 (1991년 1월 싱글로 출시) | 유진 켈리, 프랜시스 맥키 | 2:16      |
| 21. | 〈〈Sappy〉〉                                 |                          | 3:19      |
| 22. | 〈〈Scoff〉〉                                 |                          | 3:53      |
| 23. | 〈〈About a Girl〉〉                          |                          | 2:28      |
| 24. | 〈〈Been a Son〉〉                            |                          | 2:01      |
| 25. | 〈〈Blew〉〉                                  |                          | 4:32      |

## 참여 인원
- 커트 코베인[48] – 보컬, 기타
- 크리스 노보셀릭[48] – 베이스 기타
- 채드 채닝 – 드럼
- 제이슨 에버만 – 기타 (명목상)

추가 인원
- 데일 크로버 – 〈Floyd the Barber〉, 〈Paper Cuts〉, 〈Downer〉의 드럼
- 잭 엔디노 – 녹음 프로듀서
- 므레이시 마렌더 – 사진
- 찰스 피터슨 – 사진
- 리사 오스 – 디자인
- 제인 히긴스 – 감독

## 차트

### 1992년 재발표
| 차트 (1992)                      | 최고 순위 |
| -------------------------------- | --------- |
| 오스트레일리아 앨범 (ARIA)       | 34        |
| 오스트리아 앨범 (Ö3 오스트리아)  | 26        |
| 벨기에 앨범 (울트라탑 왈로니아)  | 23        |
| 핀란드 앨범 (오피셜 피니쉬 차트) | 22        |
| 독일 앨범 (미디어 컨트롤)        | 24        |
| 일본 앨범 (오리콘)               | 46        |
| 뉴질랜드 앨범 (레코디드 뮤직 NZ) | 30        |
| 영국 음반 (OCC)                  | 33        |
| 미국 빌보드 200                  | 89        |

| 차트 (1994)                    | 최고 순위 |
| ------------------------------ | --------- |
| 미국 탑 카탈로그 앨범 (빌보드) | 1         |

### 2009년 20주년 기념판
| 차트 (2009)                     | 최고 순위 |
| ------------------------------- | --------- |
| 벨기에 앨범 (울트라탑 플랑드르) | 100       |
| 영국 (OCC)                      | 127       |
| 미국 탑 카탈로그 앨범 (빌보드)  | 7         |

## 판매량
| 국가                                                  | 인증     | 판매량/출하량 |
| ----------------------------------------------------- | -------- | ------------- |
| 오스트레일리아 (ARIA)                                 | 플래티넘 | 70,000^       |
| 캐나다 (뮤직 캐나다)                                  | 골드     | 50,000^       |
| 프랑스 (SNEP)                                         | 2× 골드  | 200,000*      |
| 폴란드 (ZPAV)                                         | 골드     | 50,000*       |
| 영국 (BPI)                                            | 플래티넘 | 300,000^      |
| 미국 (RIAA)                                           | 플래티넘 | 1,900,000     |
| *판매량을 기반으로 한 인증 ^출하량을 기반으로 한 인증 |          |               |

## 출시 연도
| 연도 | 형식                | 레코드 레이블  | 카탈로그   | 출처   |
| ---- | ------------------- | -------------- | ---------- | ------ |
| 1989 | 콤팩트 디스크       | 서브 팝 레코드 | SP34B      | [ 30 ] |
| 1989 | 카세트              | 서브 팝 레코드 | SP34A      | [ 30 ] |
| 1989 | LP                  | 서브 팝 레코드 | SP34       | [ 30 ] |
| 1992 | CD                  | 게펜 레코드    | 24433      | [ 30 ] |
| 1995 | CD                  | 게펜 레코드    | 1929       | [ 30 ] |
| 2005 | LP                  | 팬텀 레코드    | TUPLP6     | [ 30 ] |
| 2005 | CD                  | 워너 뮤직 그룹 | 9878700342 | [ 30 ] |
| 2008 | LP                  | 워너 뮤직 그룹 | 7840034    | [ 67 ] |
| 2009 | LP                  | 서브 팝 레코드 | 70834      | [ 67 ] |
| 2009 | CD                  | 서브 팝 레코드 | 70834      | [ 67 ] |
| 2009 | 라이노 엔터테인먼트 | 5186561462     | [ 68 ]     |        |

## 참고 문헌
- Azerrad, Michael. Come as You Are: The Story of Nirvana. Doubleday, 1993. ISBN 0-385-47199-8
- Berkenstadt, Jim; Cross, Charles. Nevermind: Nirvana. Music Sales Group, 2003. ISBN 0-8256-7286-4
- Cross, Charles. Heavier Than Heaven: A Biography of Kurt Cobain. Hyperion, 2001. ISBN 0-7868-8402-9
- Sandford, Christopher. Kurt Cobain. Da Capo Press, 2004. ISBN 0-7867-1369-0
- True, Everett. Nirvana – The True Story. Omnibus Press, 2006. ISBN 1-84449-640-6